# 曾福琴行

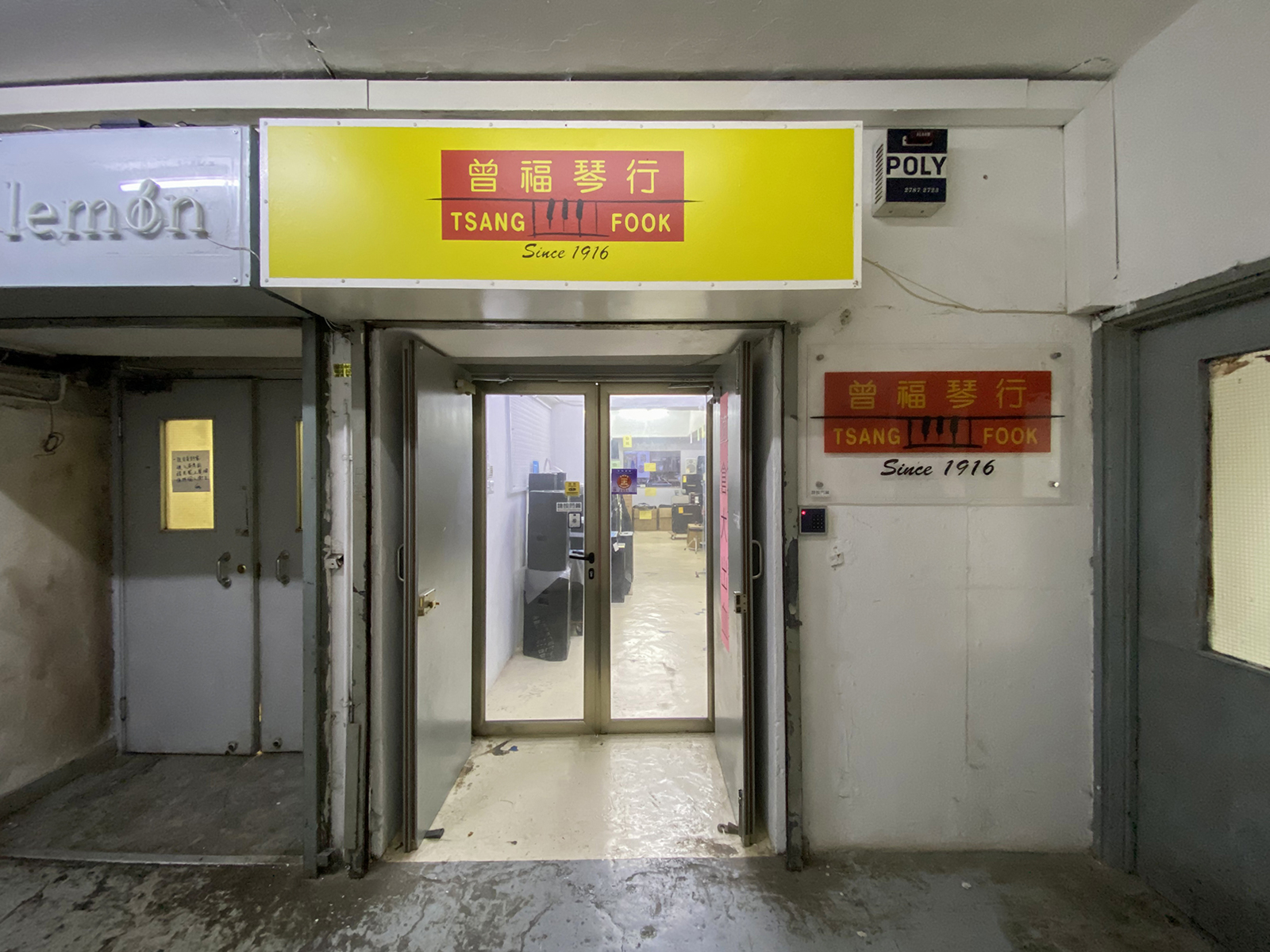
曾福琴行位於黃竹坑的貨倉

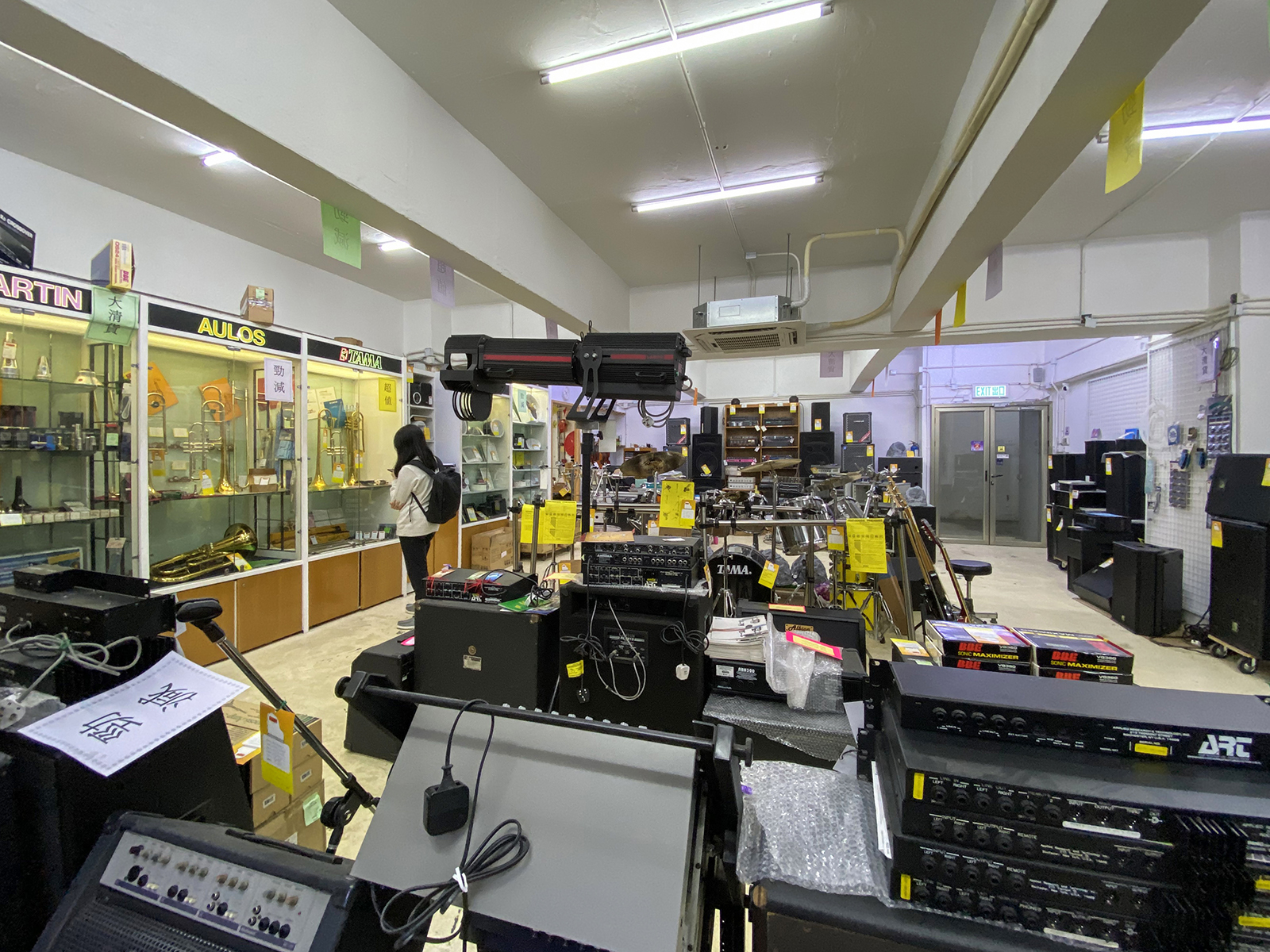
黃竹坑貨倉內貌

曾福琴行（英文：Tsang Fook Piano）是歷史上香港存在過最悠久的琴行，1916年於香港創立，2021年結業。創辦人是曾福，在2005年時在香港有3間零售分店及五間音樂中心。曾福琴行經營西方樂器銷售、調音及修理鋼琴等服務，並自行生產Morrison摩利臣牌子鋼琴。

## 歷史
曾福琴行於1916年成立，總部設於灣仔摩理臣山道，同時於北角七姊妹道一帶設置廠房，北角的琴行街便是以該廠房來命名。結業前的總店及貨倉現分別位於皇后大道（東）46至60號和黃竹坑建德工業大廈。
曾福琴行最初的業務只是限於生產和修理鋼琴，1950年起開始售賣其他西方樂器，並於1960年代兼營專業音響器材。到了1970年代，曾福琴行開辦課程教授鋼琴、小提琴、結他及爵士鼓等西方樂器，更於1980年代增設門市部及音樂中心。
2021年1月，曾福琴行表示正進行清貨並準備營業至同年3月後便會結業。

## 主要競爭對手
- 通利琴行
- 柏斯琴行

## 外部連結
- 曾福琴行公司簡介 （页面存档备份，存于）